# Alexander Walker Scott
Alexander Walker Scott (10 de noviembre de 1800 - 1 de noviembre de 1883) fue un entomólogo australiano principalmente interesado en las mariposas.
Scott era el hijo del Dr. Helenus Scott y María Augusta Scott. Nació en Bombay, India, y fue educado en Bath Grammar School y Peterhouse, Cambridge, recibiendo su licenciatura en 1822 y el máster en 1825. Scott fue elegido para la Asamblea Legislativa de Nueva Gales del Sur, en representación de Northumberland y Hunter entre 1856 a 1859, Northumberland desde 1858 hasta 1859 y Low Hunter desde 1860 a 1861, ambos en el estado australiano de Nueva Gales del Sur. Apoyó el voto secreto y la extensión de la franquicia. En 1861 fue nominado al Consejo Legislativo de por vida, pero no tomó parte en él y renunció en 1866.

## Publicaciones
- Description of an ovo-viviparous moth, belonging to the genus Tinea. Trans. Ent. Soc. London 1: 33-36 (1863).
- Australian Lepidoptera and their transformations, drawn from the life by Harriet and Helena Scott. 1. London : John van Voorst [ii]+36 pp., pls 1-9.(1864).
- On the "Agrotis vastator", a species of moth, now infesting the seaboard of New South Wales. Trans. Ent. Soc. London 2: 40-48 (1869).
- Australian Lepidoptera and their transformations, with illustrations drawn from the life by his daughters, Harriet Morgan and Helena Forde. Edited and revised by Arthur Sidney Olliff and Helena Forde. Sydney : Australian Museum 2 volumes.